# 유즈나야역
유즈나야역(러시아어: Ю́жная)은 모스크바 지하철 세르푸홉스코 티미랴젭스카야 선의 역이다. 1983년 11월 8일에 개장했다.

## 지리
유즈나야 역은 숨스카야 거리와 키로보그랏스카야 거리, 드네프로페트롭스카야 거리로 연결된다.